# Jean-Marie Bouloux
Pour les articles homonymes, voir Bouloux.
Jean-Marie Bouloux, né le 6 juin 1916 à Montmorillon, ville où il est mort le 22 janvier 1992, est un homme politique français.

## Détail des fonctions et des mandats
Mandat parlementaire
- 8 juin 1958 - 1er octobre 1986 : Sénateur de la Vienne